# Filtr gąbkowy

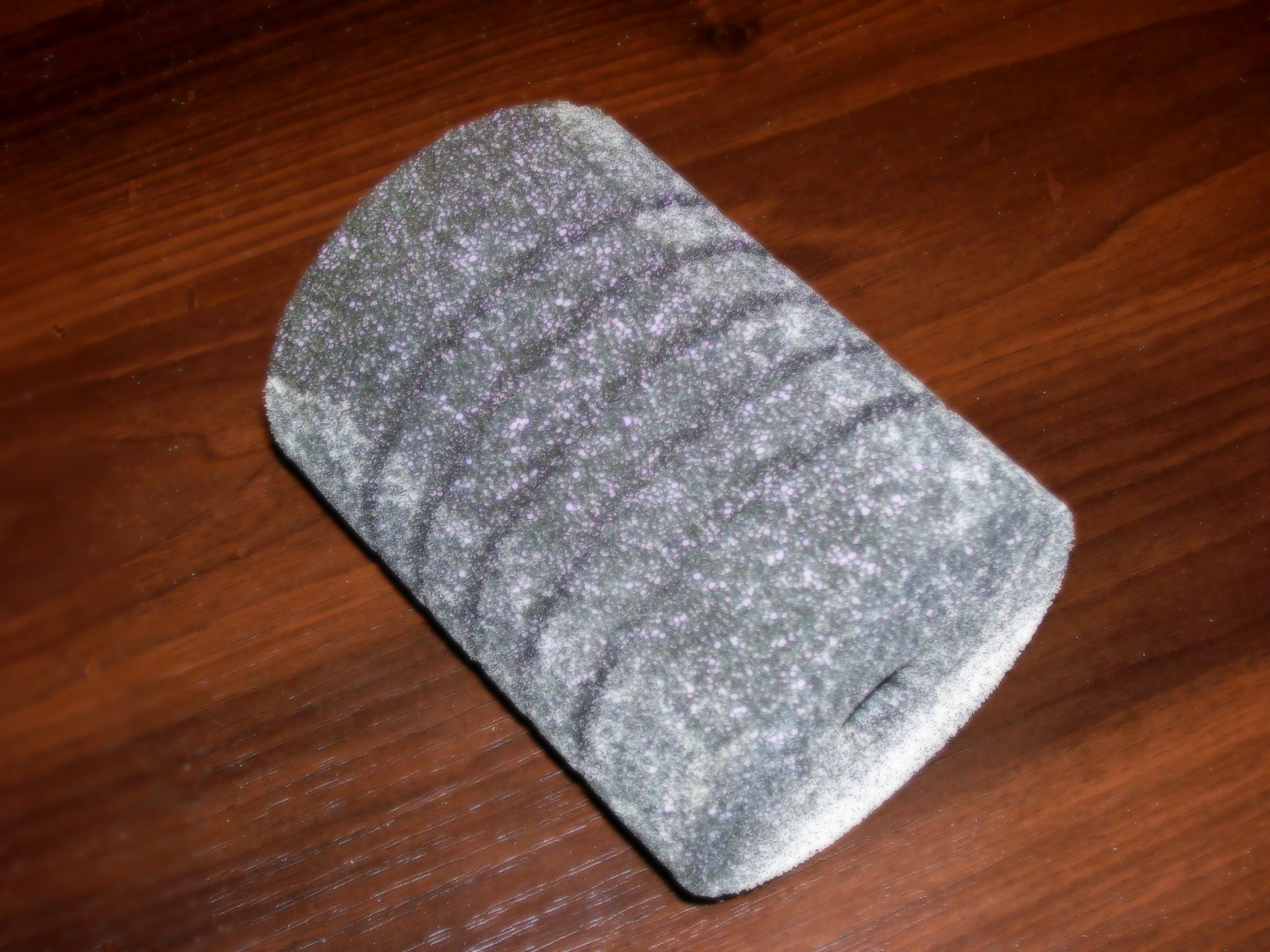
Filtr gąbkowy

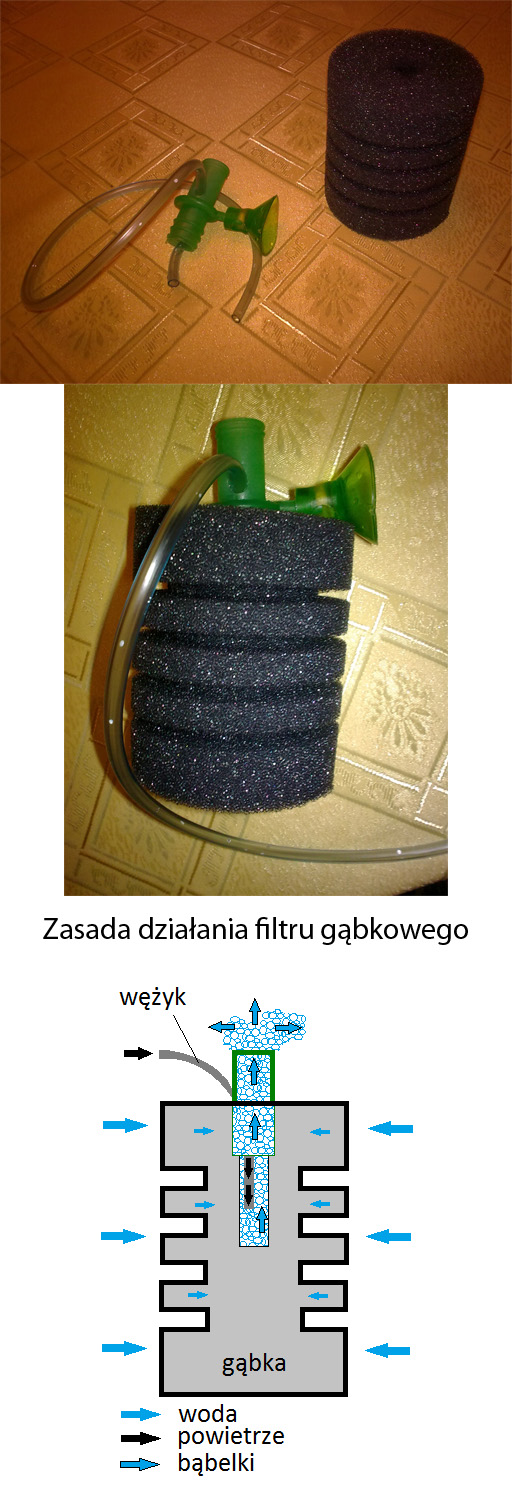
Filtr - zasada działania

Filtr gąbkowy – filtr akwarystyczny, wewnętrzny, mechaniczny lub / i biologiczny, w którym jedynym wkładem filtracyjnym jest gąbka syntetyczna.

## Zastosowanie
Filtr gąbkowy bardzo dobrze się sprawdza i jest stosowany zarówno jako mechaniczny jak i biologiczny. Ze względu na szczególne właściwości gąbki jako doskonałego wkładu mechanicznego i równie doskonałego podłoża dla osiedlenia bakterii nitryfikacyjnych każdy filtr gąbkowy zastosowany jako mechaniczny po kilkunastu dniach staje się również wydajnym filtrem biologicznym. Mimo rozpowszechnienia nowych, zaawansowanych modeli filtrów różnych typów, nadal często jest stosowany jako główny filtr w zbiorniku przez wielu akwarystów. Wyposażony w wydajną pompę lub głowicę wodną jest niezrównany jako filtr mechaniczny. Napędzany napowietrzaczem, dzięki czemu pracuje z bardzo wolnym przepływem wody, nadal jest bezkonkurencyjny w akwariach tarliskowych, akwariach z larwami ryb i młodym narybkiem.

## Budowa i zasada działania
Głównym elementem filtra gąbkowego jest duża gąbka syntetyczna o ziarnistości (wielkości porów) dobranych w zależności od oczekiwanego efektu i rodzaju filtracji, w kształcie wysokiego walca lub prostopadłościanu o podstawie kwadratu (rzadziej sześcio- czy wielokąta}, stanowiąca złoże filtracyjne. Prostopadle, począwszy od jednego z krótszych boków, przez środek gąbki, jest wydrążony otwór zakończony ślepo w jej wnętrzu kilka centymetrów od powierzchni podstawy. W tym otworze, na wcisk, obsadzona jest plastikowa rurka (o średnicy kilka milimetrów większej niż średnica otworu w gąbce) z nawierconymi na całej powierzchni znajdującej się w gąbce otworkami. Do wystającego z gąbki końca rurki przytwierdzona jest pompa lub głowica wodna wymuszająca przepływ wody. Cały filtr najczęściej montuje się pionowo za pompę lub głowice wodną przy pomocy ich przyssawek do szyby akwarium, lub na wieszaku zwisającym z górnej krawędzi szyby akwarium. Pompa przez rurkę z otworkami zasysa wodę z akwarium przez całą objętość gąbki i wyrzuca z powrotem do akwarium. Cały filtr, wraz z pompą musi być zanurzony pod powierzchnia wody, gąbka nie powinna dotykać podłoża w akwarium ani szyby przy której się znajduje. Przy filtrach gąbkowych napędzanych napowietrzaczem stosuje się rurkę ssąca w postaci litery L i gąbkę filtra umieszcza poziomo jak najbliżej dna aby uzyskać możliwie najdłuższą część pionową rurki ssącej co ma wpływ na ciąg wytwarzany przez wprowadzane do niej pęcherzyki powietrza porywające za sobą wodę pionowo ku górze. W tym wypadku najczęściej rurka jest wyprowadzona ponad powierzchnie wody i nad jej lustrem następuje powrót wody do akwarium.

## Zalety
- Bardzo wydajny, zarówno jako filtr mechaniczny jak i filtr biologiczny,
- Tani w eksploatacji,
- Łatwy do wykonania we własnym zakresie,
- bezkonkurencyjny w akwariach tarliskowych i z młodym narybkiem (wersja zasilana napowietrzaczem)
- prosty w obsłudze.

## Wady
- Wykonany z drobnej gąbki dość szybko się zamula,
- Czyszczenie, płukanie gąbki niszczy kolonie bakterii nitryfikacyjnych,
- zajmuje miejsce w akwarium,
- obsługa często wymaga wkładania rąk do akwarium.